# Regali
Regali je priimek več znanih Slovencev:
- Josip Regali (1880—1960), odvetnik, književnik, publicist (kritik)
- Jožef Regali (1840—1894), obrtnik in politik
- Pija Regali (1885—1933), uršulinka in prevajalka